# Адріан Станілевич
Адріан Станілевич (пол. Adrian Stanilewicz, нар. 22 лютого 2000) — польсько-німецький футболіст, півзахисник клубу «Дармштадт 98».

## Клубна кар'єра
Народився 22 лютого 2000. Вихованець футбольної школи клубу «Баєр 04». За першу команду дебютував 13 грудня 2018 року в матчі Ліги Європи проти АЕКа (Ларнака), вийшовши на заміну на 88-й хвилині замість Лукаса Аларіо.

## Виступи за збірні
Маючи і німецьке, і польське громадянство Станілевич мав право вибирати за яку збірну грати. У період між 2015 і 2016 роками він грав за юнацькі збірні Німеччини до 16 і 17 років, за які провів вісім матчів, забивши один гол.
Тим не менш 2018 року Адріан вирішив виступати за збірні Польщі. 2019 року у складі молодіжної збірної Польщі поїхав на домашній молодіжний чемпіонат світу. На турнірі зіграв у 4 матчах, а команда вилетіла на стадії 1/8 фіналу.